# Jonathan Evans (polityk)
Jonathan Peter Evans (ur. 2 czerwca 1950 w Tredegar w hrabstwie Blaenau Gwent) – brytyjski polityk, w latach 1999–2009 deputowany do Parlamentu Europejskiego, w latach 1992–1997 i 2010–2015 poseł do Izby Gmin.

## Życiorys
Kształcił się w Lewis School w miejscowości Pengam, następnie studiował w The College of Law. Związał się zawodowo ze spółką prawniczą, od 1987 do 1992 był jednym z partnerów zarządzających. W 1987 bez powodzenia ubiegał się o mandat poselski w Brecon i Radnorshire, który udało mu się uzyskać pięć lat później. W rządzie Johna Majora pełnił funkcje urzędnicze (parlamentarnego sekretarza lorda kanclerza, ministra ds. korporacji i stosunków konsumenckich w Departamencie Handlu i Przemysłu, parlamentarnego podsekretarza stanu ds. Walii). Po porażce wyborczej w 1997 był dyrektorem ds. ubezpieczeń w firmie Eversheds.
W 1999 i 2004 z ramienia Partii Konserwatywnej był wybierany do Parlamentu Europejskiego. Zasiadał w grupie chadeckiej, Komisji Gospodarczej i Monetarnej oraz Komisji ds. Petycji. W VI kadencji przewodniczył delegacji do spraw stosunków ze Stanami Zjednoczonymi.
W 2009 nie ubiegał się o europarlamentarną reelekcję. W wyborach krajowych w 2010 z ramienia torysów uzyskał mandat deputowanego do Izby Gmin w okręgu wyborczym Cardiff North, wykonując go do 2015.